# 胡琳 (萬曆進士)
胡琳（？—？），字伯玉，號璞完，浙江紹興府會稽縣人，明朝政治人物。

## 生平
父胡崇曾，自高祖、曾祖，四世皆進士。萬曆七年（1579年）己卯科浙江鄉試舉人，十七年（1589年）己丑科進士。礼部觀政，本年六月授中書舍人，十八年八月丁憂。二十一年補原职，二十八年升员外郎，管理街道，本年升郎中，二十九年升貴州佥事，三十七年任福建參議，四十年四月升廣東按察司海道副使，本年终养归。
天启初，起复爲尚宝司少卿，二年六月升本司卿。三年升太仆寺少卿，四年养病归。世为廉吏，家无中人产，脱粟布衣，无异寒畯。兼之宽仁浑厚，爲世所推重。

## 家族
曾祖胡惪，成化丁未进士、兵部主事。祖父胡汾，七品散官。父胡崇曾。